# Le Struthof (lieu-dit)
Cet article possède un paronyme, voir Stutthof.
Pour les articles homonymes, voir Struthof.
Le Struthof est un lieu-dit de la commune française de Natzwiller, dans le département du Bas-Rhin et dans la région Grand-Est.

## Situation
Le lieu-dit est situé sur le territoire de la commune de Natzwiller, qu'il surplombe et dont il constitue un écart.
Il est implanté au-dessus de la vallée de la Rothaine, dans le massif du Champ de Messin, au nord de la commune Natzwiller, près du territoire communal de Barembach.
Il est traversé par la route départementale D13, au sommet des cols de Rothau (à l'ouest vers Rothau) et de Klingenthal (à l'ouest vers le Champ du Feu).
Le lieu-dit est également situé sur les sentiers de randonnée de la Traversée du Massif des Vosges.

## Histoire
Le lieu-dit sert de station de villégiature au début du XXe siècle[réf. nécessaire].
Le camp de concentration de Natzweiler-Struthof, camps de concentration actif de 1941 à 1944, est installé sur le lieu-dit.
Le col menant au Struthof, classé en 1re catégorie et dont le lieu-dit constitue le sommet, est emprunté lors de la 9e étape du Tour de France 1988 entre Nancy et Strasbourg. Frédéric Vichot en passe le sommet en tête.